# Carta Séptima

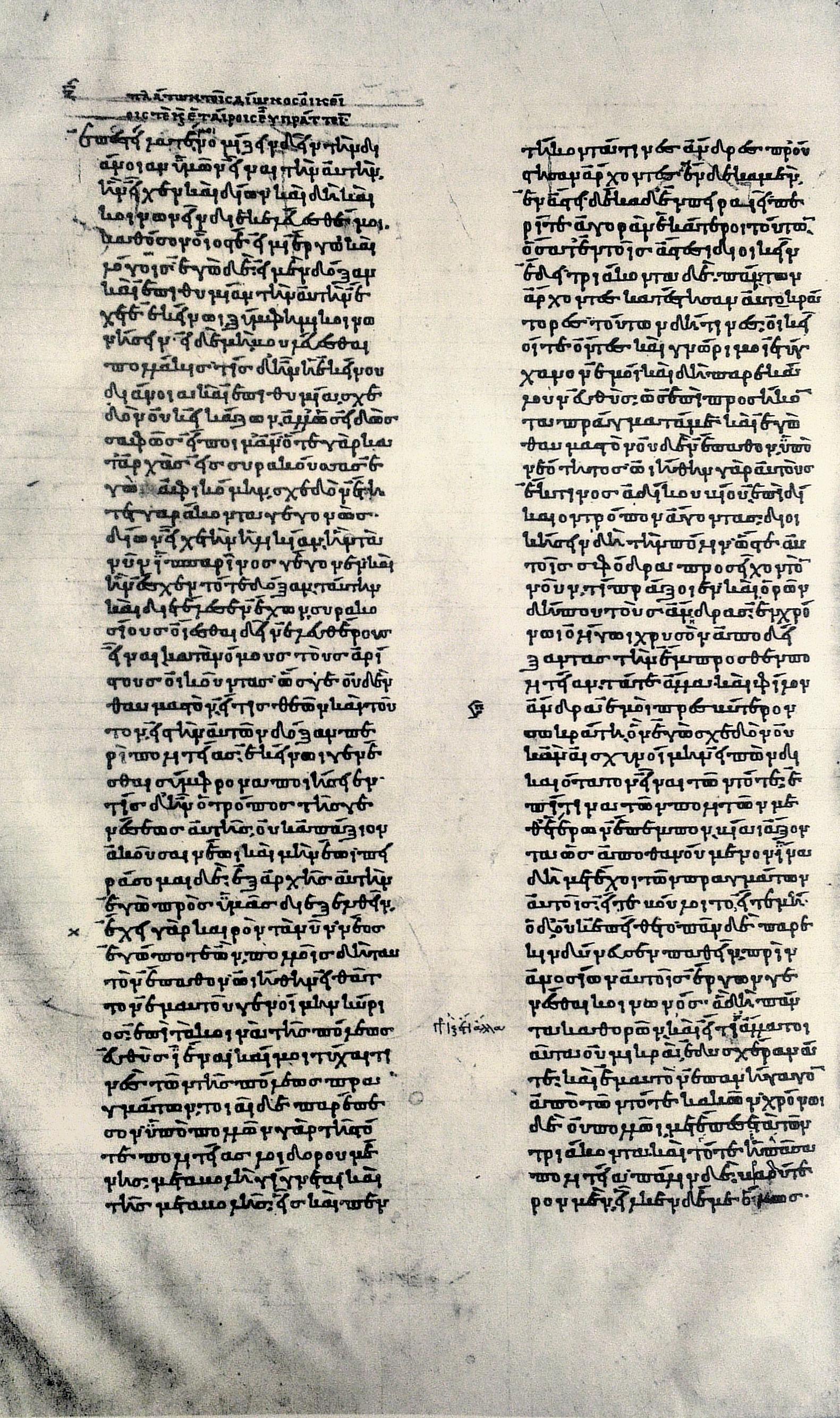
Comienzo de la Carta Séptima en el manuscrito medieval más antiguo conservado: París, Bibliothèque Nationale, Codex Parisinus graecus 1807

La Carta Séptima (Ἐπιστολὴ Ζ΄), que es la más larga de las dieciocho cartas atribuidas a Platón, fue escrita a mediados del siglo IV a. C. y puede ser encontrada en las páginas 324 a 351 de la opera omnia. Dirigida a los amigos de Dion de Siracusa, relata las actividades políticas realizadas por Platón en Siracusa y contiene una destacada digresión filosófica.

## Autenticidad
Hay 18 cartas atribuidas a Platón, de las cuales cinco son tan evidentemente apócrifas que muchas veces ni siquiera se editan. Las restantes son objeto de discusión. La carta VII está datada después del tercer viaje de Platón a Sicilia, y es anterior a Leyes y a Epinomis. La tesis que tiene más aceptación entre los estudiosos es que esta fue escrita por Platón mismo, aunque existen opiniones fundamentadas tanto a favor como en contra de su autenticidad.

## Contenido
Esta carta, que es la más larga de todas las atribuidas a Platón, está dirigida a los amigos de Dion de Siracusa, después de que este fuera asesinado, en donde les da una serie de consejos para llevar a cabo los planes que tenía Dion son respecto a la política en Siracusa. No obstante, la carta está dirigida a un público más amplio, dado que aquí Platón va a desarrollar parte de su doctrina política y ética y a su vez va relatando y justificando sus estadías en Sicilia, así como su relación con Dionisio el Viejo y Dionisio el Joven, ambos tiranos de Siracusa.
Una parte de la Carta Séptima a la que se ha dado especial importancia es a la «digresión filosófica» que hace Platón en la misma (340b-344d). En ella, explica que el uso de la escritura como vehículo para transmitir los mensajes filosóficos no es válido dado que la palabra es un medio débil para expresar la cualidad y la esencia de cada cosa. Añade que otros defectos del medio escrito son que es inalteralble, y que es accesible a todo el mundo, lo que la pone al alcance de personas no capacitadas para descubrir la verdad por sí mismos.
Según la teoría del conocimiento de Platón, para alcanzar la inteligencia, que sería el mayor nivel de conocimiento humano, el alma debe recorrer un camino a través de cuatro elementos: el nombre, la definición, la imagen y el conocimiento mismo. Añade que sus obras publicadas no contienen ciertas enseñanzas porque no se pueden expresar ni de palabra ni por escrito, sino que deben surgir del alma de cada discípulo, a través de una constante reflexión, sometiendo esos cuatro elementos a preguntas y respuestas. Algunos estudiosos creen que lo que Platón dice nunca haber publicado se refiere a enseñanzas estrictamente esotéricas, que únicamente podían ser comunicadas a algunos discípulos que estuvieran especialmente preparados.